# Adamsville (Alabama)
Adamsville és una població dels Estats Units a l'estat d'Alabama. Segons el cens del 2007 tenia 4.759 habitants.

## Demografia
Segons el cens del 2000, Adamsville tenia 4.965 habitants, 1.930 habitatges, i 1.464 famílies. La densitat de població era de 97,8 habitants/km².
Dels 1.930 habitatges en un 32,1% hi vivien nens de menys de 18 anys, en un 59,1% hi vivien parelles casades, en un 13,5% dones solteres, i en un 24,1% no eren unitats familiars. En el 21,7% dels habitatges hi vivien persones soles el 9,1% de les quals corresponia a persones de 65 anys o més que vivien soles. El nombre mitjà de persones vivint en cada habitatge era de 2,56 i el nombre mitjà de persones que vivien en cada família era de 2,97.
Per edats la població es repartia de la següent manera: un 23,1% tenia menys de 18 anys, un 8% entre 18 i 24, un 27,6% entre 25 i 44, un 25,1% de 45 a 60 i un 16,1% 65 anys o més.
L'edat mitjana era de 39 anys. Per cada 100 dones hi havia 90,9 homes. Per cada 100 dones de 18 o més anys hi havia 88,2 homes.
La renda mitjana per habitatge era de 39.563 $ i la renda mitjana per família de 46.270 $. Els homes tenien una renda mitjana de 36.188 $ mentre que les dones 22.292 $. La renda per capita de la població era de 18.496 $. Aproximadament el 5,1% de les famílies i el 6,4% de la població estaven per davall del llindar de pobresa.

## Poblacions properes
El següent diagrama mostra les poblacions més properes.